# Rande Gerber
Rande Gerber (27 de abril de 1962) es el fundador de la Midnight Oil Company (MOC) y, junto con su hermano Scott, de After Midnight Company (AMC). La compañía, una evolución de su marca comercial The Whiskey, fue fundada para desarrollar conceptos innovadores de vida nocturna, hoteles, restaurantes y estilos de vida. Rande Gerber fundó The Whiskey hace casi 15 años y desde entonces se ha convertido en el propietario de locales nocturnos más influyente de USA. Los hermanos Gerber han creado bares de hotel para W Hotels e Ian Schrager. Asimismo, Armani recurrió a ellos para reestructurar los Cafés Armani en USA, y Donald Trump los contrató para transformar el Trump Park de Central Park en el actual Whiskey Park.
Desde 1998 está casado con la supermodelo y actriz Cindy Crawford.

## Biografía
Rande Gerber nació el 27 de abril de 1962. Creció en Five Towns y se graduó en 1980 en el Hewlett High School en Long Island. Fue a la Universidad de Arizona y obtuvo un BA en marketing.
Ha trabajado como modelo. Desde el 2007 gestiona y es propietario de una cadena de bares y locales de ocio nocturno llamada Midnight Oil. Su hermano Scott dirige las finanzas de la compañía y su hermano menor Kenny también está involucrado.
Se casó con la modelo Cindy Crawford en una boda íntima celebrada en las Bahamas el 29 de mayo de 1998. Tienen dos hijos en común, Presley Walker, nacido el 2 de julio de 1999, y Kaia Jordan, nacida el 3 de septiembre de 2001. 
Actualmente vive en Los Ángeles con su pareja y sus hijos.

## Trayectoria profesional
En junio de 1991 fundó The Whiskey en el Paramount Hotel en la ciudad de Nueva York. Diseñado por renombrados arquitectos, Philipe Starck y David Rockwell, su interior se parece a un joyero. Enseguida se hizo muy popular. 
Gracias al éxito de este primer local Rande Gerber continuó su andadura creando la empresa de ocio nocturno Midnight Oil (MOC), su lema es crear locales con diseño interior a la última, clientela exclusiva y cócteles característicos.
En 1995 designó a su hermano Scott Gerber para llevar la parte financiera del negocio, que le ayudó así a construir un imperio de 20 locales: bares, cafés y restaurantes de éxito. 
El éxito de los Gerber con The Whiskey atrajo la atención de empresarios del mundo de la hostelería como, Barry Sternlicht de Starwood Hotels and Resorts Worldwide, Donald Trump, y George Rosenthal. Un año después Gerber se asoció con Ian Schrager para crear el legendario Sky Bar en el Mondrian Hotel en Los Ángeles y el Morgan Bar en el Morgan Hotel en Nueva York.
Ese mismo año (2005), Giorgio Armani contrató a los Gerber para reestructurar y rediseñar sus Armani Cafés, ubicados en Boston, San Francisco, Los Ángeles y Costa Mesa. 
En 1998, Donald Trump quiso que dieran vida a su Trump Park en Central Park. De esta relación profesional surgió el Whiskey Park en la planta baja del legendario edificio.
El 8 de julio de 2005, los medios de comunicación publicaron que Gerber iba a unirse con George Clooney, Brad Pitt y Matt Damon para diseñar y construir un nuevo hotel casino en Las Vegas. El proyecto nunca se llevó a cabo y el terreno en el que iba a construirse el complejo fue vendido en junio de 2006.
También en el año 2005, los hermanos Gerber crearon After Midnight Company (AMC) para llevar más allá sus innovativos conceptos de la vida nocurna y estilos de vida. Su primer proyecto bajo AMC es CHERRY, en el New Red Rock Casino, Resort and Spa en Las Vegas. Diseñado en colaboración con el grupo Rockwell de New York City.
Entre los últimos proyectos de los hermanos Gerber se incluyen: CHERRY, club nocturno en el nuevo Red Rock Casino, Complejo Turístico y Spa de Las Vegas, el Salón STONE ROSE en el recién renovado Sofitel de Los Ángeles, MIDNIGHT ROSE, restaurante y salón, y THE PENTHOUSE, un bar en la terraza del histórico Hotel Reina Victoria de Madrid que se inaugura en otoño de 2006.
En 2013 crearon Casamigos. Es una empresa de tequila cofundada  por el actor estadounidense George Clooney , el empresario Rande Gerber (marido de la modelo Cindy Crawford) y el promotor Mike Meldman .
En junio de 2017, el fabricante mundial más grande de bebidas alcohólicas, la multinacional británica Diageo, que ha declarado que Casamigos es el "más rápido crecimiento de la marca de tequila superpremium en los EE.UU.", compró la compañía por US $700 millones más hasta la suma de $300 basado en el rendimiento de la marca en la próxima década.